# Abiud
Abiud (hbr. אביהוא) – syn Zorobabela i ojciec Eliakima, przodek Józefa, męża Maryi, matki Jezusa z Nazaretu.
Nie jest wymieniony w Księdze Kronik razem z innymi synami Zorobabela, stąd niektórzy twierdzą, że jest po prostu jego potomkiem, niekoniecznie bezpośrednim (np. wnukiem).
Ze względu na jego usytuowanie w Mateuszowej wersji genealogii Jezusa niekiedy jest utożsamiany z Obadiaszem lub Judą.
Jego imię znaczy Ojciec jest chwałą".